# Армія емігрантів
Армія емігрантів (англ. Armée des émigrés) — контрреволюційні армії, сформовані за межами Франції емігрантами-роялістами з метою придушення Великої Французької революції,та реставрувати монархію на чолі з Бурбонами . Їм підтримували роялістські армії у самій Франції, такі як Шуани, і союзні країни, такі як Велика Британія.                                                                               
Вони утворилися з:
- дворян-добровольців, які втекли з Франції
- військ, зібрані цією знаттю за рахунок субсидій з інших європейських монархій або за рахунок власних коштів
- підрозділів французької армії, які також емігрували, такі як саксо-гусарський полк

Навіть Наполеон I сказав про них: «Правда, їм платять наші вороги, але вони були або повинні були бути пов’язані з справою свого короля. Франція віддала смертю їхні дії та сльозами їхню мужність. Будь-яка відданість є героїчною».                                 
1802 р. Наполеон Бонапарт, перший консул, видав указ про загальну амністію для всіх емігрантів, окрім командирів і тих, хто мав чини в арміях, ворожих до Французької Республіки.